# Donnersbachwald
Donnersbachwald ist eine ehemalige Gemeinde mit 294 Einwohnern (Stand 1. Jänner 2018) im Gerichtsbezirk Liezen und Bezirk Liezen in der Steiermark. Seit 2015 ist sie im Rahmen der steiermärkischen Gemeindestrukturreform mit den Gemeinden Donnersbach und Irdning zusammengeschlossen, die neue Gemeinde führt den Namen „Irdning-Donnersbachtal“.

## Geografie
Donnersbachwald liegt auf 1000 m Seehöhe in den Niederen Tauern im Bezirk Liezen im österreichischen Bundesland Steiermark.

### Gliederung
Einzige Katastralgemeinde war Donnersbachwald (114,28 km², Stand: 31. Dezember 2018), einzige Ortschaft Donnersbachwald.

## Geschichte
Die Aufhebung der Grundherrschaften erfolgte 1848. Die Ortsgemeinde als autonome Körperschaft entstand 1850. Nach der Annexion Österreichs 1938 kam die Gemeinde zum Reichsgau Steiermark, 1945 bis 1955 war sie Teil der britischen Besatzungszone in Österreich.

## Politik
Letzter Bürgermeister war bis Ende 2014 Erwin Petz (SPÖ). Der Gemeinderat setzte sich nach den Wahlen von 2010 wie folgt zusammen:
- 7 SPÖ
- 2 ÖVP

### Wappen
Die Verleihung des Gemeindewappens erfolgte mit Wirkung vom 1. August 2002.

Blasonierung (Wappenbeschreibung):
„Zwischen roten Schildflanken, die vordere mit fünf silbernen Kleeblättern, die hintere mit einer neungliedrigen silbernen Viehkette belegt, wird in grünem Mittelfeld zwischen aus dem Schildfuß aufsteigenden silbernen Pfahlleisten ein silberner dreispitziger Berg mit erhöhter Mittelspitze von einem archaischen Kuppelbau aus silbernen Bruchsteinen mit hochrechteckiger schwarzer Türöffnung überhöht.“

## Kultur und Sehenswürdigkeiten

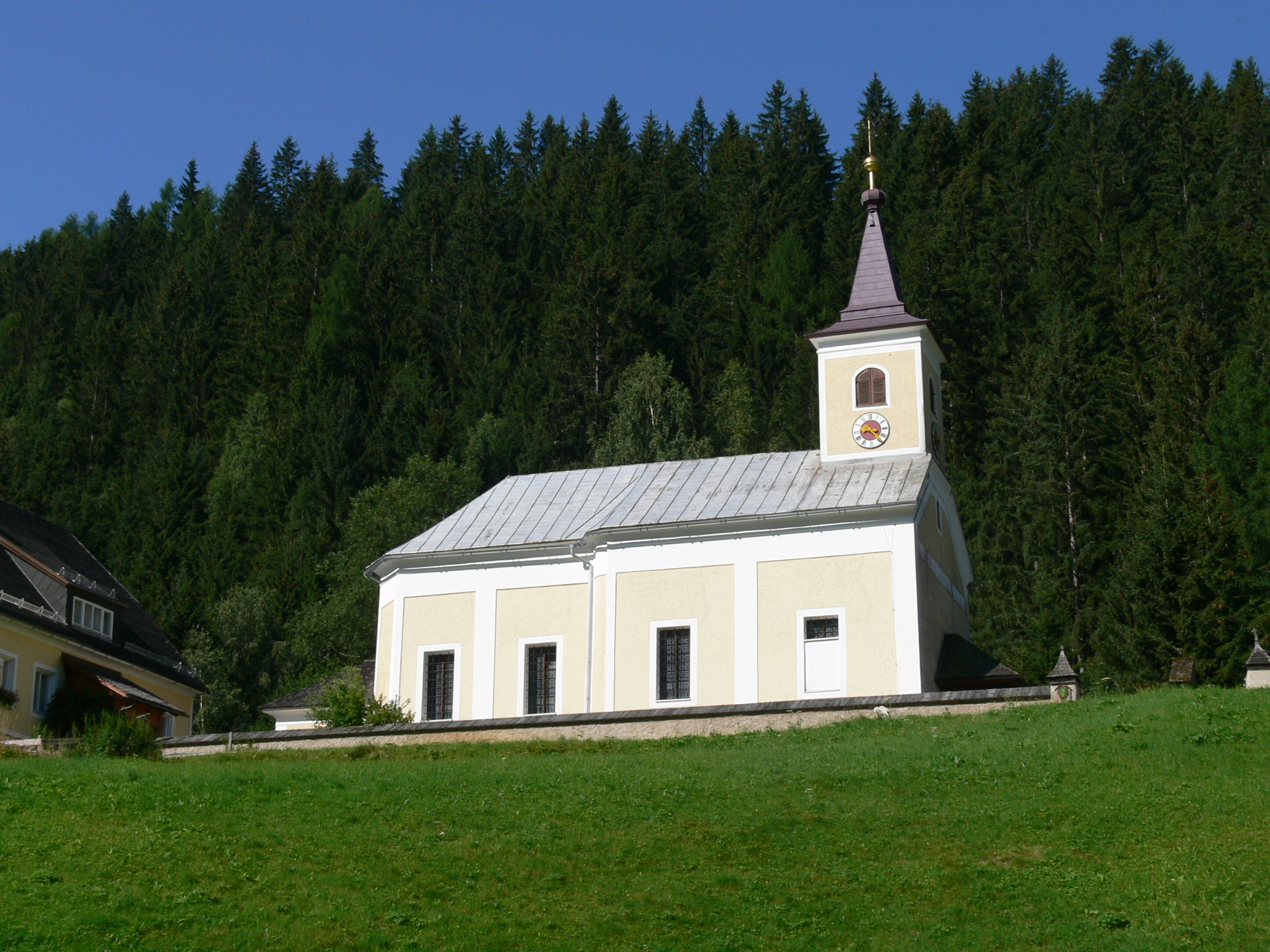
Pfarrkirche Donnersbachwald

- Katholische Pfarrkirche Donnersbachwald Hll. Leonhard und Patritius: In den Jahren 1753/54 erhielt Donnersbachwald auf Betreiben und mit finanzieller Unterstützung der Kaiserin Maria Theresia eine kleine Kirche und eine eigene Seelsorgestelle (Vikariat). Als Schutzheilige der Kirche wurden die Viehpatrone Leonhard und Patritius ausgewählt. Für den Hochaltar der Kirche stiftete Maria Theresia ein Gemälde der Maria mit dem Jesuskind und den beiden Kirchenpatronen, bei dem es sich um ein besonders qualitätsvolles Werk des Wiener Malers und k. k. Akademiedirektors Michael Angelo Unterberger handelt.[3] Den Seitenaltar schmückt eine Kopie des Gnadenbilds der Madonna vom Guten Rat.

## Wirtschaft und Infrastruktur
Donnersbachwald lebt weitgehend vom Sommer- und Wintertourismus mit 950 Gästebetten. Die Fremdenverkehrswerbung vermarktet sich mit dem Begriff EnergYdorf der Dachstein Tauern Region. Skigebiet ist die Riesneralm, auf der vom 10. bis 15. März 2009 die 12. FAI World Paraski Championships ausgetragen wurden.
Durch Donnersbachwald führen zwei österreichische Weitwanderwege, der Zentralalpenweg 02 sowie der Salzsteigweg 09.